# ENAV
Die ENAV S.p.A. – Società Nazionale per l’Assistenza al Volo deutsch Nationale Gesellschaft für Flugassistenz ist in Italien für die Flugsicherung verantwortlich. Es handelt sich um eine Aktiengesellschaft, die sich zu rund 55 Prozent im Besitz des italienischen Ministeriums für Wirtschaft und Finanzen befindet und die vom Verkehrsministerium beaufsichtigt wird. Der Unternehmenssitz befindet sich in Rom.

## Aufgaben

FIRs und ACCs in Italien

Der ENAV wurden vom Staat hoheitliche Aufgaben übertragen. Sie ist als Air Navigation Service Provider mit ihren rund 4.200 Mitarbeitern zuständig für die Luftverkehrskontrolle und das Flugverkehrsmanagement, den Fluginformationsdienst und den Flugwetterdienst sowie für den Betrieb der zivilen Flugnavigationsanlagen. Mit der militärischen Flugsicherung der italienischen Luftwaffe, den Flugsicherungsstellen anderer Staaten und der Europäischen Union (Eurocontrol) und verschiedenen internationalen Organisationen gibt es eine enge Zusammenarbeit.
Die ENAV ist für einen Luftraum zuständig, der sich über rund 730.000 km² ausdehnt. Im Jahr 2016 wurden in diesem Luftraum rund 1,8 Millionen Flüge überwacht. Sie unterhält derzeit noch vier Area Control Centers (ACC) in Mailand, Padua, Rom und Brindisi, die bis 2022 auf zwei reduziert werden sollen: Mailand für Norditalien und Rom für Mittel- und Süditalien. Für Padua und Brindisi ist eine Umstrukturierung in Remote Tower Centers vorgesehen, von denen aus kleinere Flughäfen fernüberwacht werden sollen (Remote Tower Control). Noch sind ENAV-Lotsen auf Kontrolltürmen von über 40 italienischen Flughäfen präsent. Die ENAV hat auf dem Flughafen Forlì eine Flugsicherungsakademie. Auf dem Flughafen Rom-Ciampino unterhält sie vier Piaggio P.180 für die Flugvermessung von Flugsicherungsanlagen.

## Geschichte
Die gesamte zivile und militärische Flugsicherung in Italien befand sich bis zum Jahr 1979 in den Händen der italienischen Luftwaffe. Auf Grund von (illegalen) Protesten der militärischen Fluglotsen und einer Intervention des damaligen Staatspräsidenten Sandro Pertini wurden die mit zivilen Aufgaben betrauten Fluglotsen zunächst einer Flugsicherungskommission unterstellt, aus der 1982 die Azienda Autonoma per l’Assistenza al Volo per il Traffico Aereo Generale (AAAVTAG), eine Anstalt des öffentlichen Rechts, hervorging. Aus dieser entstand 1996 die Körperschaft des öffentlichen Rechts Ente Nazionale per l’Assistenza al Volo (ENAV). Am 1. Januar 2001 wurde diese in eine Aktiengesellschaft umgewandelt. Als Firmennamen behielt sie die Abkürzung ENAV, nicht jedoch die ausgeschriebene Version, die nunmehr als Untertitel in Società Nazionale per l’Assistenza al Volo abgeändert wurde. 2003 tauchten erstmals Vorschläge zu einer Teilprivatisierung auf, die wegen rechtlicher Bedenken und auch wegen des Widerstandes der Mitarbeiter in den Jahren danach weitgehend verstummten.
ENAV erwarb im Jahr 2007 das Unternehmen Techno Sky srl, das heute mit seinen rund 800 Mitarbeitern einen Großteil der technischen Flugsicherungsanlagen in Italien betreibt und wartet. Das 2012 gegründete Tochterunternehmen SICTA (Sistemi Innovativi per il Controllo del Traffico Aereo) ist für den Bereich Forschung und Entwicklung zuständig. Weitere Tochterunternehmen wurden in Malaysia und in den USA gegründet. Seit einigen Jahren arbeitet ENAV mit dem Unternehmen Leonardo zusammen, das Radar- und andere Flugsicherungsanlagen herstellt. Zusammen bieten sie im Ausland integrierte Flugsicherungsdienste an.
Im Januar 2014 beschloss die italienische Regierung die Teilprivatisierung der ENAV. Rund 45 Prozent der Anteile wurden 2016 verkauft. Die ENAV-Aktien werden an der Mailänder Wertpapierbörse gehandelt.

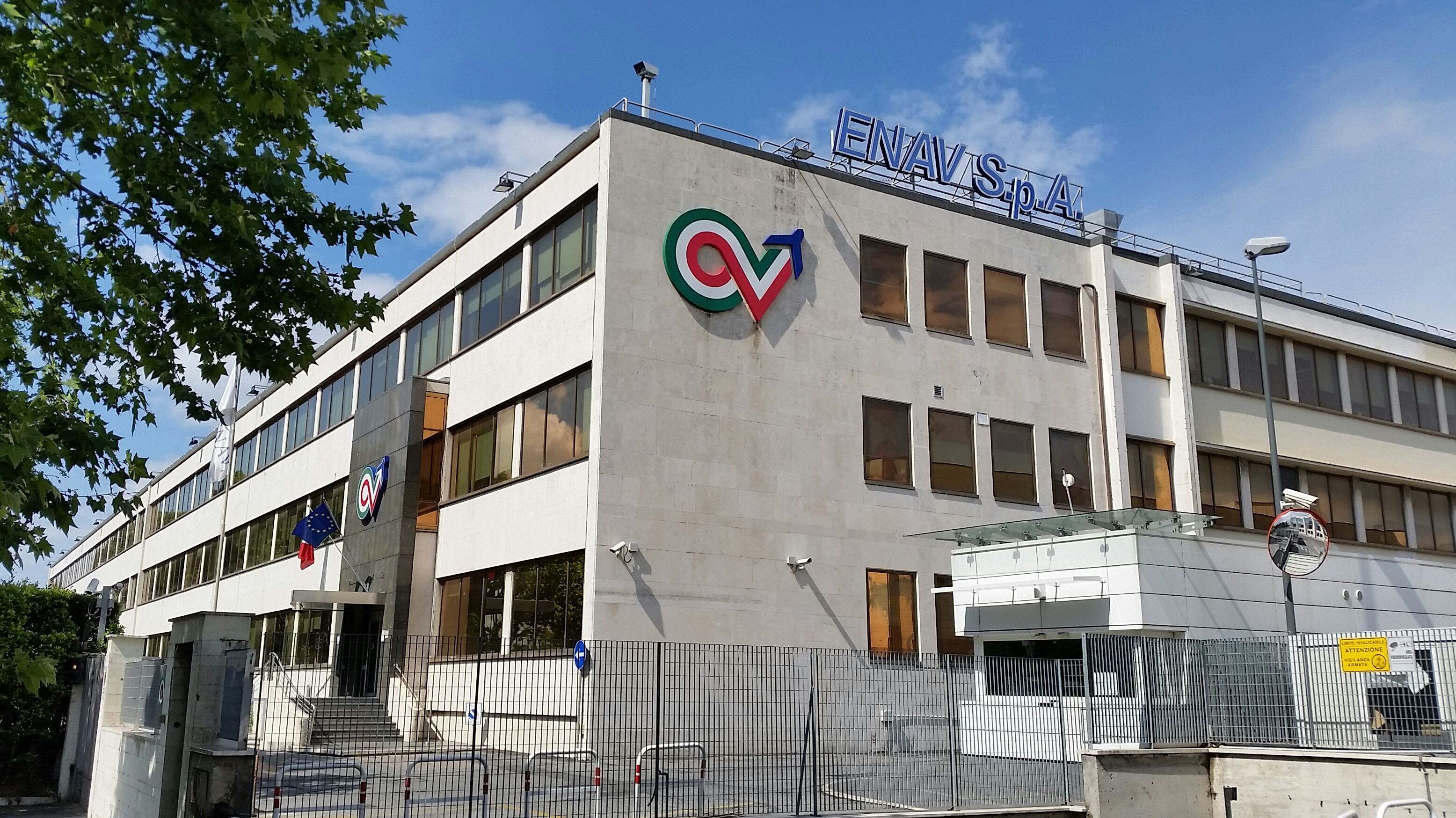
Unternehmenssitz an der Via Salaria im Norden von Rom